# Мэмет, Дэвид
Дэвид Алан Мэмет (англ. David Alan Mamet; род. 30 ноября 1947, Чикаго) — американский драматург, киносценарист, кинорежиссёр, кинопродюсер, киноактёр и эссеист. Лауреат Пулитцеровской премии 1984 года за пьесу «Гленгарри Глен Росс».

## Личная жизнь
Родился в Чикаго, в семье юриста Бернарда Морриса Мэмета (1923—1991) и учительницы Линор Джун Мэмет (урождённой Сильвер); и отец и мать происходили из семей еврейских иммигрантов из России и Польши.
Был женат на актрисе Линдсей Краус. От первого брака у Мэмета двое детей — Вилья и Зося. В данный момент состоит в браке с Ребеккой Пиджон, от которой у него двое детей — Клара и Ной. Дэвид Мэмет занимался бразильским джиу-джитсу.
В последние годы опубликовал несколько книг художественной прозы и эссеистики, отражающие его возросший интерес к философии иудаизма («The Old Religion», 2002; «The Wicked Son: Anti-Semitism, Self-Hatred and the Jews», 2006) и всё более консервативные политические убеждения («The Secret Knowledge: On the Dismantling of American Culture», 2011). Автор теоретических работ по драматургии.

## Книги
- Дети царей и цариц. М.: Текст-Книжники, 2014.
- Древняя религия: роман. М.: Текст, 2014.

## Фильмография

### Сценарист
- 1979 — «A Life in the Theater» / A Life in the Theater … пьеса
- 1981 — «Почтальон всегда звонит дважды» / Postman Always Rings Twice, The
- 1982 — «Вердикт» / Verdict, The
- 1986 — «Что случилось прошлой ночью» / About Last Night… … пьеса
- 1987 — «Неприкасаемые» / Untouchables, The
- 1987 — «Дом игр» / House of Games
- 1988 — «Всё меняется» / Things Change
- 1989 — «Мы не ангелы» / We’re No Angels
- 1991 — «Дядя Ваня» / Uncle Vanya
- 1991 — «Непредвиденное убийство» / Homicide
- 1992 — «Водяной мотор» / Water Engine, The … пьеса
- 1992 — «Американцы» / Glengarry Glen Ross
- 1992 — «Хоффа» / Hoffa
- 1993 — «Жизнь в театре» / A Life in the Theater … телепьеса
- 1994 — «Ваня на 42-й улице» / Vanya on 42nd Street
- 1994 — «Texan» / Texan
- 1994 — «Олеанна» / Oleanna
- 1996 — «Американский бизон» / American Buffalo
- 1997 — «На грани» / Edge, The
- 1997 — «Испанский узник» / Spanish Prisoner, The
- 1997 — «Плутовство» / Wag the Dog
- 1998 — «Ронин» / Ronin
- 1999 — «Лански» / Lansky
- 1999 — «Приговор» / Winslow Boy, The
- 2000 — «Лодка» / Lakeboat
- 2000 — «Жизнь за кадром» / State and Main
- 2001 — «Ганнибал» / Hannibal
- 2001 — «Грабёж» / Heist
- 2004 — «Спартанец» / Spartan
- 2005 — «Счастливчик Эдмонд» / Edmond … пьеса
- 2006—2009 — «Отряд «Антитеррор»» / Unit, The
- 2008 — «Красный пояс» / Redbelt
- 2009 — «Возвращение в Сорренто» / по роману Дон Пауэлл
- 2011 — «Prince of Providence» / Winslow Boy, The
- 2011 — «Joan of Bark: The Dog That Saved France» / Joan of Bark: The Dog That Saved France
- 2013 — «Фил Спектор»
- 2025 — «Генри Джонсон»[англ.]
- 2025 — «Принц» / The Prince
- TBA — «Убийство» / Assassination

### Режиссёр
- 1987 — «Дом игр» / House of Games
- 1988 — «Всё меняется» / Things Change
- 1991 — «Непредвиденное убийство» / Homicide
- 1994 — «Олеанна» / Oleanna
- 1997 — «Испанский узник» / Spanish Prisoner, The
- 1999 — «Приговор» / Winslow Boy, The
- 2000 — «Жизнь за кадром» / State and Main
- 2000 — «Catastrophe» / Catastrophe
- 2001 — «Грабёж» / Heist
- 2004 — «Спартанец» / Spartan
- 2006—2009 — «Отряд «Антитеррор»» / Unit, The
- 2008 — «Красный пояс» / Redbelt
- 2011 — «Joan of Bark: The Dog That Saved France» / Joan of Bark: The Dog That Saved France
- 2013 — «Фил Спектор»
- 2025 — «Генри Джонсон»[англ.]

### Продюсер
- 1988 — «Lip Service» / Lip Service
- 1992 — «Хоффа» / Hoffa
- 1993 — «Жизнь в театре» / A Life in the Theater … телепьеса
- 1999 — «Лански» / Lansky
- 2006—2009 — «Отряд «Антитеррор»» / Unit, The
- 2009 — «Come Back to Sorrento» / Prince of Providence, The
- 2013 — «Фил Спектор»

### Актёр
- 1987 — «Чёрная вдова» / Black Widow — Херб, игрок в покер
- 1992 — «Водяной мотор» / Water Engine, The … пьеса — шатен
- 1995—2000 — «Доктор Кац» / Dr. Katz — Professional Therapist … Дэвид, озвучивание

### Актёр, играет самого себя
- 1985 — «Сэнфорд Майснер» / anford Meisner: The American Theatre’s Best Kept Secret
- 1987—2008 — «Биография» / Biography
- 1999—2003 — «Режиссёры» / Directors
- 2003 — «Check the Gate: Putting Beckett on Film» / Check the Gate: Putting Beckett on Film
- 2009 — «Симпсоны» / The Simpsons (22 сезон 12 серия Homer the Father)